# Sun Prairie (Montana)
Sun Prairie es un lugar designado por el censo ubicado en el condado de Cascade en el estado estadounidense de Montana. En el Censo de 2010 tenía una población de 1630 habitantes y una densidad poblacional de 116,2 personas por km².

## Geografía
Sun Prairie se encuentra ubicado en las coordenadas 47°32′7″N 111°29′3″O / 47.53528, -111.48417. Según la Oficina del Censo de los Estados Unidos, Sun Prairie tiene una superficie total de 14.03 km², de la cual 13.78 km² corresponden a tierra firme y (1.75%) 0.25 km² es agua.

## Demografía
Según el censo de 2010, había 1630 personas residiendo en Sun Prairie. La densidad de población era de 116,2 hab./km². De los 1630 habitantes, Sun Prairie estaba compuesto por el 92.27% blancos, el 0.18% eran afroamericanos, el 3.07% eran amerindios, el 1.17% eran asiáticos, el 0% eran isleños del Pacífico, el 0.06% eran de otras razas y el 3.25% pertenecían a dos o más razas. Del total de la población el 1.72% eran hispanos o latinos de cualquier raza.